# Саннинское
Саннинское (баш. Һынны) — село в Благовещенском районе Республики Башкортостан Российской Федерации. Центр Саннинского сельсовета.

## История
Был образован Ильинско-Покровским, Ивановско-Покровским и Никольско-Покровским починком.
В 1931 году в Саннинском появилась комсомольская ячейка из шести человек. В 1932 на базе старой школы Саннинская семилетняя школа, а в здании церкви открылся сельский дом культуры.  В 1951 году к колхозу имени Калинина были присоединены еще два колхоза, а в 1963 году колхоз стал назваться "Мир".
В настоящее время село Саннинское (с двумя буквами "н") продолжает быть центром одноименного сельсовета.

## География

### Географическое положение
Расстояние до:
- районного центра (Благовещенск): 35 км,
- ближайшей ж/д станции (Загородная): 55 км.

## Население
| 2002 | 2009 | 2010 |
| ---- | ---- | ---- |
| 467  | →467 | ↘383 |

Согласно переписи 2002 года, преобладающая национальность — русские (50 %).